# Free (песня Наталии Киллс)
«Free» — песня британской исполнительницы Наталии Киллс из её дебютного альбома Perfectionist.

## О Песне
Песня о том, что тратя деньги на одежду и различные аксессуары, Наталия получает таким образом свободу и ей не важно, какая это будет сумма денег. 
Существует две версии песни: сольная (альбомная) и совместная с рэпером will.i.am (сингл-версия).

## Список композиций
- Digital download[1]

1. «Free» featuring will.i.am — 4:29

- UK Digital EP[2]

1. «Free» featuring will.i.am — 4.29
2. «Free» — 3.57
3. «Free» featuring will.i.am (Moto Blanco Club Mix)
4. «Free» featuring will.i.am (The Bimbo Jones Radio Edit)

- 2-Track CD Single[3]

1. «Free» feat. will.i.am (Radio Edit) — 4.15
2. «Free» feat. will.i.am (The Bimbo Jones Radio Edit) — 3.52

## Чарты
| Чарт (2011)                                | Лучшая позиция |
| ------------------------------------------ | -------------- |
| Австрия (Ö3 Austria Top 40)                | 4              |
| Бельгия/Фландрия (Ultratip Bubbling Under) | 20             |
| Бельгия/Валлония (Ultratip Bubbling Under) | 13             |
| Германия (GfK)                             | 15             |
| Netherlands (Mega Single Top 100)          | 96             |
| Словакия (Rádio — Top 100)                 | 11             |
| UK Singles Chart                           | 118            |

### Годовые чарты
| Чарт (2011)            | Позиция |
| ---------------------- | ------- |
| German Singles Chart   | 89      |
| Austrian Singles Chart | 63      |